# Gran Premi de Suècia del 1978
Resultats del Gran Premi de Suècia de Fórmula 1 de la temporada 1978, disputat al circuit d'Anderstop el 17 de juny del 1978.

## Resultats
| Pos | No | Pilot                 | Equip                | Voltes | Temps/ Retirada  | Pos. de sortida | Punts |
| --- | -- | --------------------- | -------------------- | ------ | ---------------- | --------------- | ----- |
| 1   | 1  | Niki Lauda            | Brabham - Alfa Romeo | 70     | 1h 41' 01. 3     | 3               | 9     |
| 2   | 35 | Riccardo Patrese      | Arrows - Ford        | 70     | + 34.019 s       | 5               | 6     |
| 3   | 6  | Ronnie Peterson       | Lotus - Ford         | 70     | + 34.105 s       | 4               | 4     |
| 4   | 8  | Patrick Tambay        | McLaren - Ford       | 69     | + 1 Volta        | 15              | 3     |
| 5   | 17 | Clay Regazzoni        | Shadow - Ford        | 69     | + 1 Volta        | 16              | 2     |
| 6   | 14 | Emerson Fittipaldi    | Fittipaldi - Ford    | 69     | + 1 Volta        | 13              | 1     |
| 7   | 26 | Jacques Laffite       | Ligier - Matra       | 69     | + 1 Volta        | 11              |       |
| 8   | 7  | James Hunt            | McLaren - Ford       | 69     | + 1 Volta        | 14              |       |
| 9   | 12 | Gilles Villeneuve     | Ferrari              | 69     | + 1 Volta        | 7               |       |
| 10  | 11 | Carlos Reutemann      | Ferrari              | 69     | + 1 Volta        | 8               |       |
| 11  | 16 | Hans Joachim Stuck    | Shadow - Ford        | 68     | + 2 Voltes       | 20              |       |
| 12  | 25 | Hector Rebaque        | Lotus - Ford         | 68     | + 2 Voltes       | 21              |       |
| 13  | 9  | Jochen Mass           | ATS - Ford           | 68     | + 2 Voltes       | 19              |       |
| 14  | 36 | Rolf Stommelen        | Arrows - Ford        | 67     | + 3 Voltes       | 24              |       |
| 15  | 10 | Keke Rosberg          | ATS - Ford           | 63     | + 7 Voltes       | 23              |       |
| Ret | 37 | Arturo Merzario       | Merzario - Ford      | 62     | No classificat   | 22              |       |
| Ret | 5  | Mario Andretti        | Lotus - Ford         | 46     | Motor            | 1               |       |
| Ret | 27 | Alan Jones            | Williams - Ford      | 46     | Part mecànica    | 9               |       |
| Ret | 4  | Patrick Depailler     | Tyrrell - Ford       | 42     | Suspensions      | 12              |       |
| Ret | 15 | Jean Pierre Jabouille | Renault              | 28     | Motor            | 10              |       |
| Ret | 2  | John Watson           | Brabham - Alfa Romeo | 19     | Accident         | 2               |       |
| Ret | 20 | Jody Scheckter        | Wolf - Ford          | 16     | Sobreescalfament | 6               |       |
| Ret | 3  | Didier Pironi         | Tyrrell - Ford       | 8      | Accident         | 17              |       |
| Ret | 19 | Vittorio Brambilla    | Surtees - Ford       | 7      | Accident         | 18              |       |
| NVC | 18 | Rupert Keegan         | Surtees - Ford       |        |                  |                 |       |
| NVC | 30 | Brett Lunger          | McLaren - Ford       |        |                  |                 |       |
| NVC | 22 | Jacky Ickx            | Ensign - Ford        |        |                  |                 |       |

## Altres
- Pole: Mario Andretti 1' 22. 058

- Volta ràpida: Niki Lauda 1' 24. 836 (a la volta 33)